# Кривавий кулак 5: Жива мішень
Кривавий кулак 5: Жива мішень (англ. Bloodfist V: Human Target) — американський бойовик 1994 року.

## Сюжет
Агент ФБР Джиммі Стентон, який вистежував банду торговців зброєю, потрапив в серйозну халепу і дивом залишився живий, прокинувшись в лікарні після поєдинку з двома громилами. Тут Джиммі дізнався, що пролежав у комі шість років, що у нього часткова втрата пам'яті і що чарівна Еллі, яка доглядає за ним, — його дружина. Не встиг Джиммі прийти в себе, як його ще раз спробували вбити. Стентону знову пощастило, і він зрозумів, що залишитися в живих можна, тільки лише якщо зайнятися самостійним пошуком тих, хто жадає його смерті. Пошук довелося вести відразу у двох напрямках — серед гангстерів, що торгують зброєю, і серед співробітників ФБР, що продалися злочинцям.

## У ролях
- Дон «Дракон» Вілсон — Джиммі Стентон
- Деніс Дафф — Кенді / Мішель
- Стів Джеймс — Маркус / Дрю Вашингтон
- Енді Боллігер — агент NSA
- Джеймс Барнс — агент NSA
- Арт Камачо — охоронець
- Брейтон Карпентер — агент NSA
- Міло Куданес — убивця
- Грег Дуймовіч — агент NSA
- Карл Даєр — охоронець
- Келлі Джонс Габріель — Джулі
- Брайан Джордж — представник США
- Джо Хенлін — убивця
- Джейк Герберт — убивця
- Ренделл Широ Айдейші — убивця на складі
- Келлі Джонс — реєстратор
- Денніс Кейффер — агент NSA
- Ремсен Філліпс Керрі — медсестра
- Рон Кін — охоронець
- Джей Лесофф — охоронець
- Шерон Лоуренс — клерк ювелірного магазину
- Веслі Леонг — містер Вонг
- Ніл Левін — агент NSA
- Девід Лу — агент NSA
- Денні Лопез — охоронець
- Ерін Лустіг — доктор Хардінг
- Корі К. Маглінті — агент NSA
- Рі Манзон — завсідник барів
- Тад Мейтс — агент NSA
- Ді МакКафферті — менеджер мотелю
- Майкл МакДональд — менеджер ювелірного магазину
- Корі МакЛіндон — убивця
- Стефен Мосс — агент NSA
- Джефф Малвін — агент NSA
- Ренді ЕнДжі — агент NSA
- Юдзі Окумото — Томмі
- Ерік Перідон — охоронець
- Антоніо Плікрісі — агент NSA
- Джо Портільо — охоронець
- Річард Рабаго — завсідник барів
- Еміль Рамос — агент NSA
- Клінт Ріос — агент NSA
- Шон Сантьяго — убивця на складі
- Джоді Сасакі — убивця
- Том Сасас — убивця на складі
- Майкл Сімс — агент NSA
- Джиммі Сміт — охоронець
- Джо Сон — Біфі
- Дон Старк — агент Корі Блейк
- Патрік Дж. Стетхем — агент NSA
- Лелагі Тогісала — убивця
- Моріс Тревіс — агент NSA
- Шеннон Уно — убивця на складі
- Девід Ватанабе — агент NSA
- Брюс Вайсс — агент NSA
- Ренді Вайлдер — охоронець
- Майкл Яма — Кван
- Рон Йуан — Сем